# Jozef Dupont

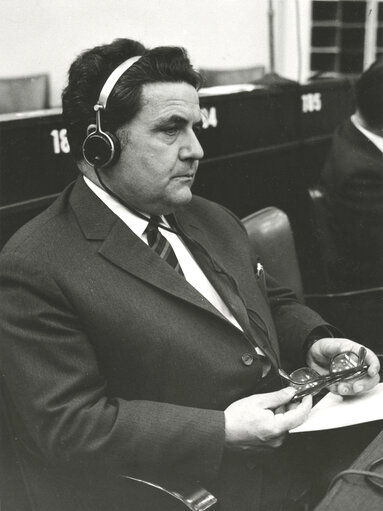
Jozef Dupont in mei 1961 in het Europees Parlement

Jozef Henri Dupont (Rijkel, 19 juli 1907 - Peer, 27 juli 1994) was een Belgisch volksvertegenwoordiger, senator en burgemeester.

## Biografie
Jozef Dupont was getrouwd met Maria Jennes. Beroepshalve was hij melkerijbestuurder in Peer. Hij werd gemeenteraadslid van Peer, waar hij tot 1980 burgemeester was.
In 1946 werd hij verkozen tot CVP-volksvertegenwoordiger voor het arrondissement Tongeren en vervulde dit mandaat tot in 1968. Hij was vervolgens provinciaal senator van 1968 tot 1971. Hij nam toen de opvolging in het Europees Parlement van de overleden Victor Leemans.